# Đảo Guss

Guss là một hòn đảo nhỏ trong quần đảo San Juan, thuộc tiểu bang Washington, Hoa Kỳ. Đảo toạ lạc trong vịnh Garrison, cách bờ biển Tây Bắc đảo San Juan khoảng 300 m. Đảo Guss được đặt theo tên của Guss Hoffmaster, một viên thủ kho của trại người Anh trong Cuộc chiến Con lợn.

## Trích nguồn
- ^ Phillips, James W. (1971). Washington State Place Names. University of Washington Press. ISBN 0-295-95158-3.